# Kenji Baba
Kenji Baba (japanisch 馬場 賢治 Baba Kenji; * 7. Juli 1985 in der Präfektur Kanagawa) ist ein japanischer Fußballspieler.

## Karriere
Baba erlernte das Fußballspielen in der Universitätsmannschaft der Kinki-Universität. Seinen ersten Vertrag unterschrieb er 2008 bei Vissel Kobe. Der Verein spielte in der höchsten Liga des Landes, der J1 League. Für den Verein absolvierte er 29 Erstligaspiele. 2010 wurde er an den Ligakonkurrenten Shonan Bellmare ausgeliehen. Für den Verein absolvierte er 16 Erstligaspiele. 2011 kehrte er zu Vissel Kobe zurück. 2012 wechselte er zum Zweitligisten Shonan Bellmare. 2012 wurde er mit dem Verein Vizemeister der J2 League und stieg in die J1 League auf. Für den Verein absolvierte er 35 Ligaspiele. 2014 wechselte er zum Zweitligisten Mito HollyHock. Für den Verein absolvierte er 70 Ligaspiele. 2016 wechselte er zum Ligakonkurrenten Kamatamare Sanuki. Für den Verein absolvierte er 81 Ligaspiele. 2018 wechselte er zum Ligakonkurrenten Ōita Trinita. 2018 wurde er mit dem Verein Vizemeister der J2 League und stieg in die J1 League auf. Für den Verein absolvierte er 33 Ligaspiele. Im Juli 2019 wechselte er zum Zweitligisten FC Gifu. Für den Verein absolvierte er 19 Ligaspiele. 2020 wechselte er zum Drittligisten Kagoshima United FC.